# أوتاغاوا كونيوشي

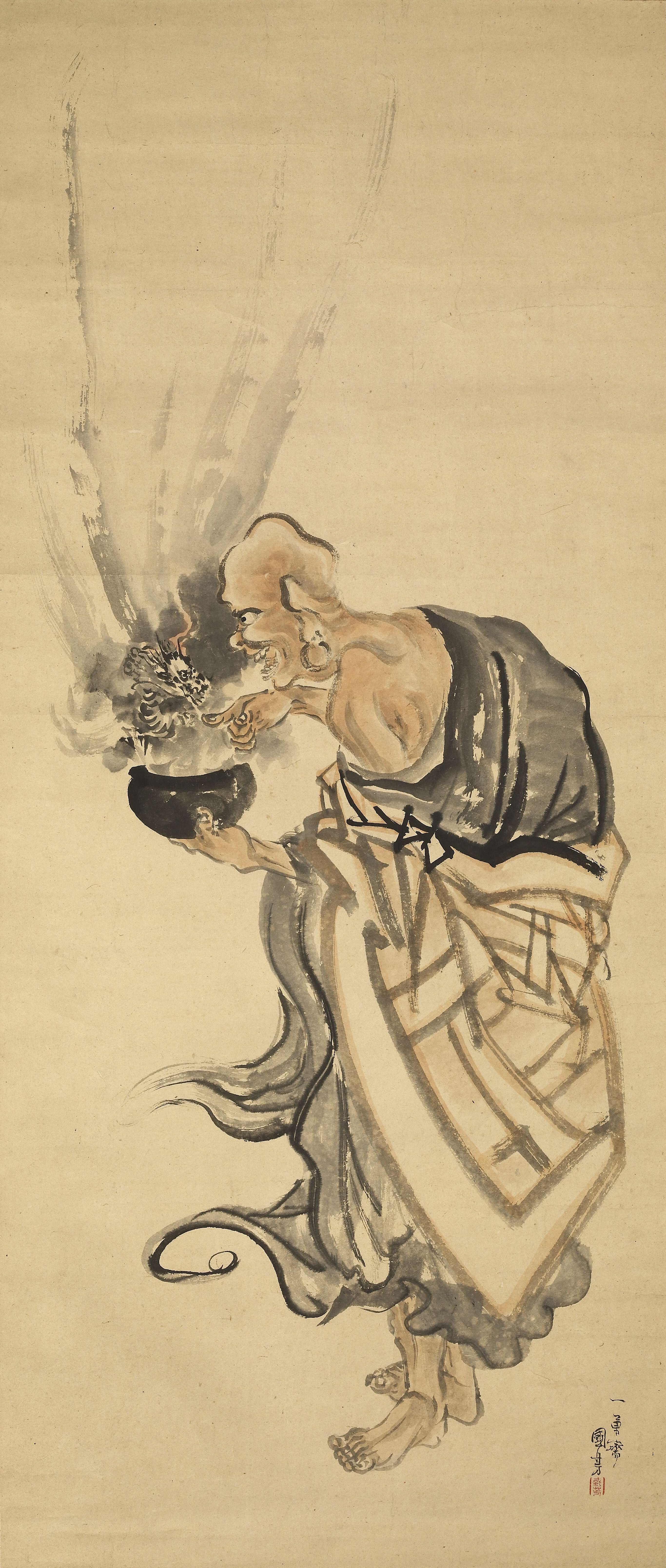
أحد أعمال أوتاغاوا كونيوشي

أوتاغاوا كونيوشي (باليابانية: 歌川国芳) (1797 - 14 أبريل 1861) كان أحد فناني فن أوكييو-إه في فترة إيدو. على الرغم من أن لوحاته لم تحصل على التقييم العالي في ذلك الوقت بالمقارنة مع لوحات معاصريه مثل هوكوساي أو هيروشيغه، إلا أن لوحاته جذبت الكثير من الانتباه بدءاً من النصف الثاني للقرن العشرين، ومن أشهر أعماله المجموعة المسماة “المحطات الثلاث والخمسون على توكايدو".

## حياته
ولد كونيوشي في نيهوباشي، إيدو لأب حرفي صباغة. وعندما أصبح عمره 15 عاماً بدأ بتعلم أوكييو-إه على يد أوتاغاوا تويوكوني، وبدأ بعرض لوحاته عام 1811 بعد عدة أعوام من بداية دراسته. استمر كونيوشي بالرسم وأسس مدرسة أوتاغاوا وتعليم أوكييو-إه، ورسم 8000 لوحة حتى وفاته عن عمر 65 عام 1861.

## معرض

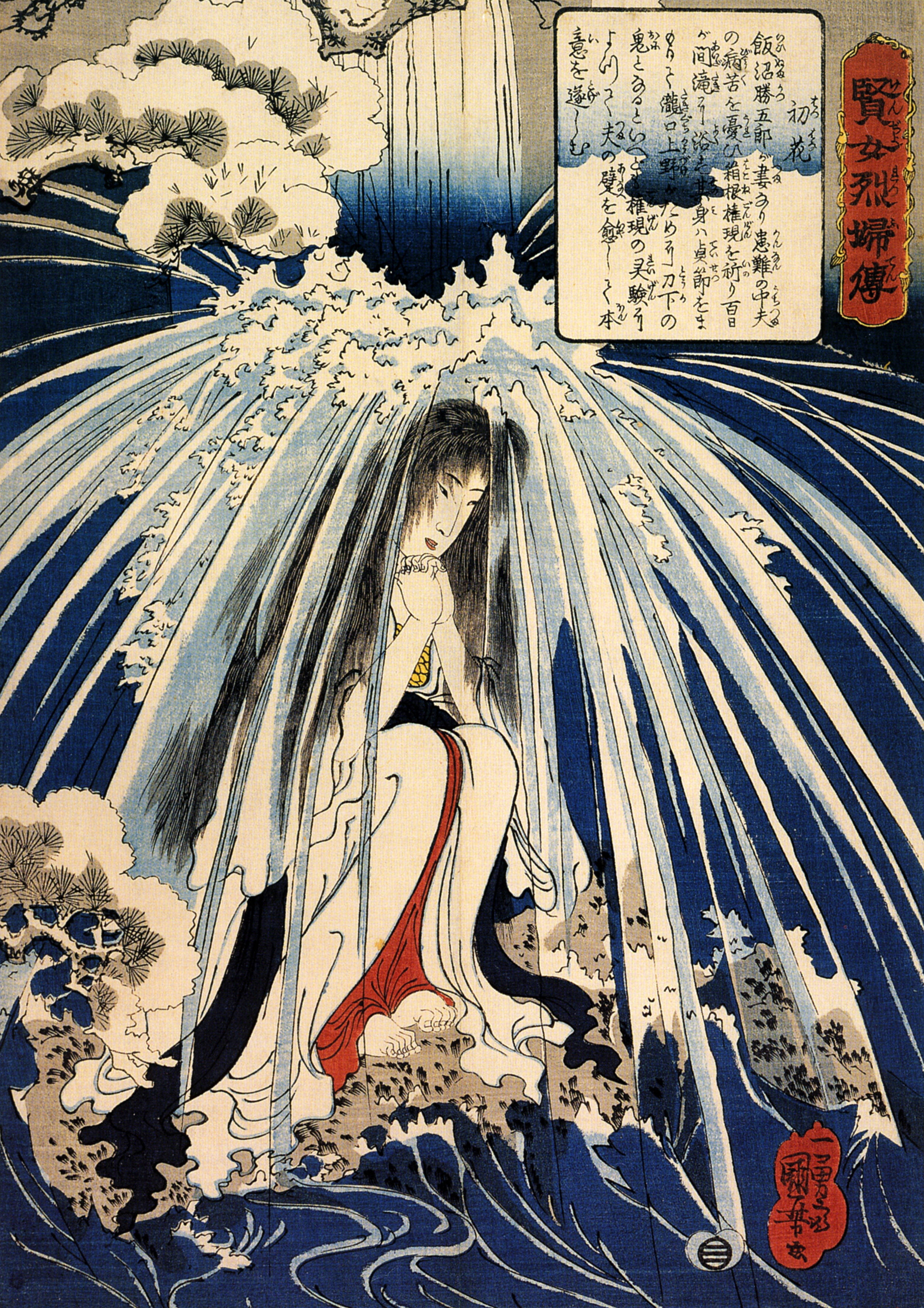
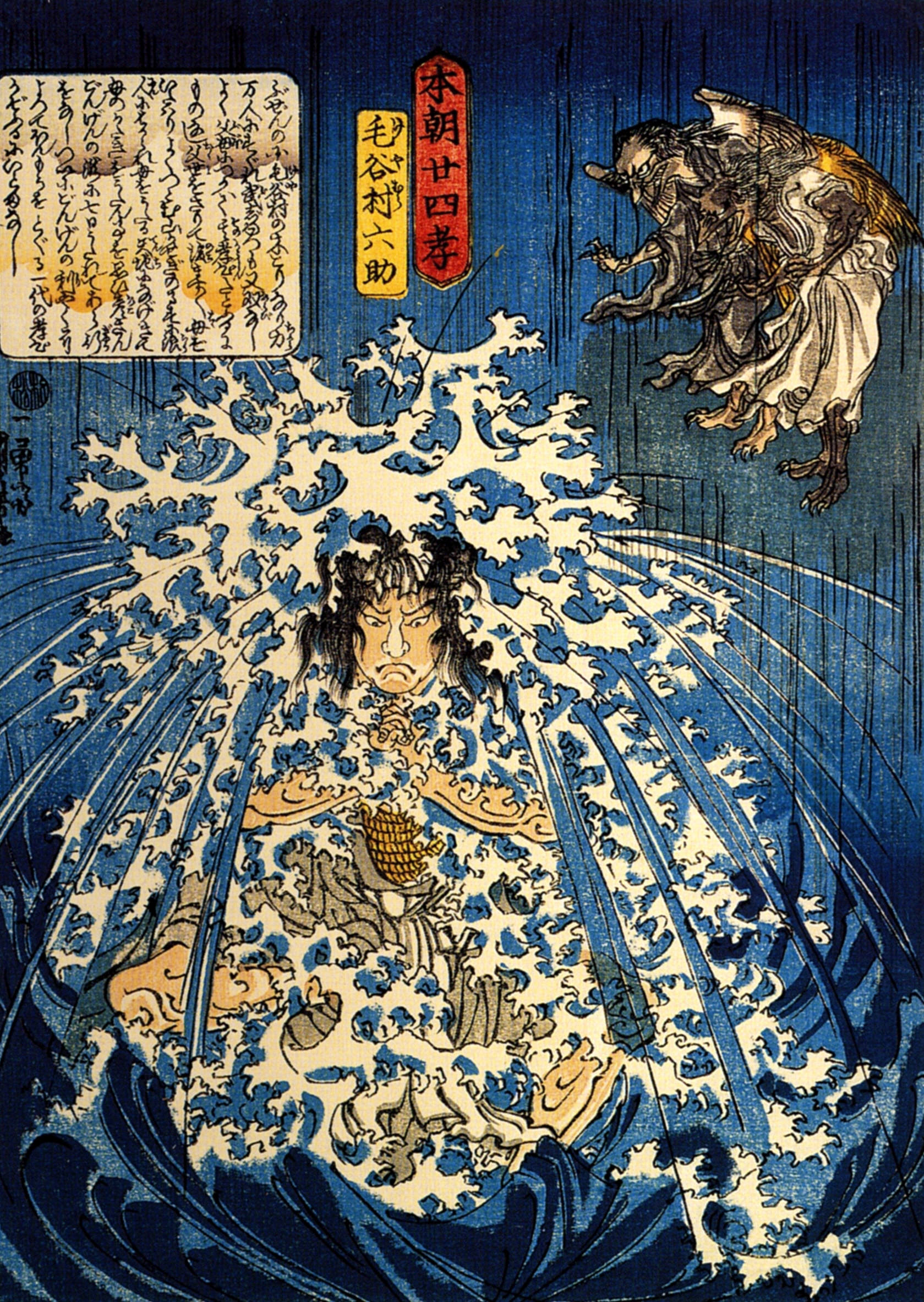
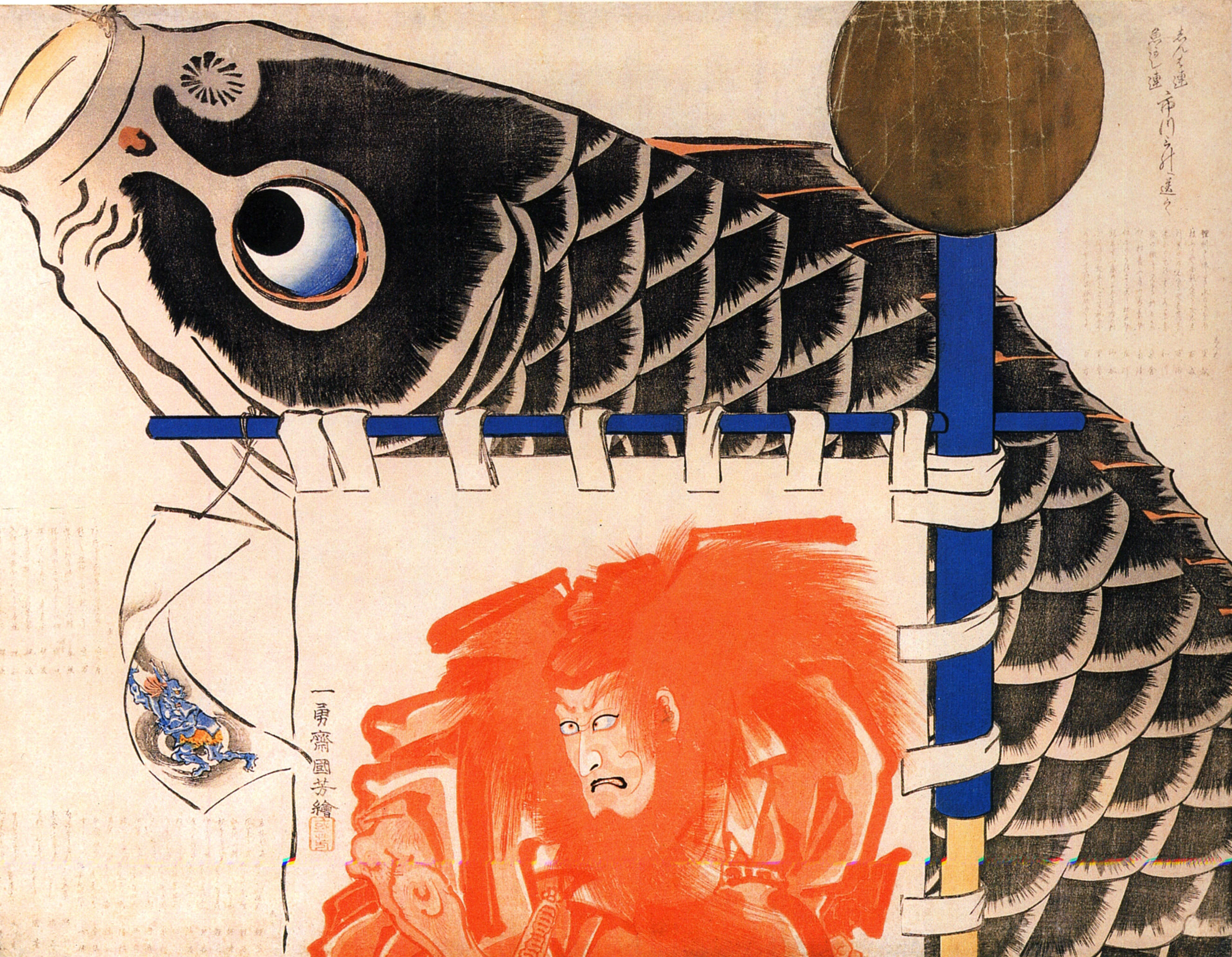
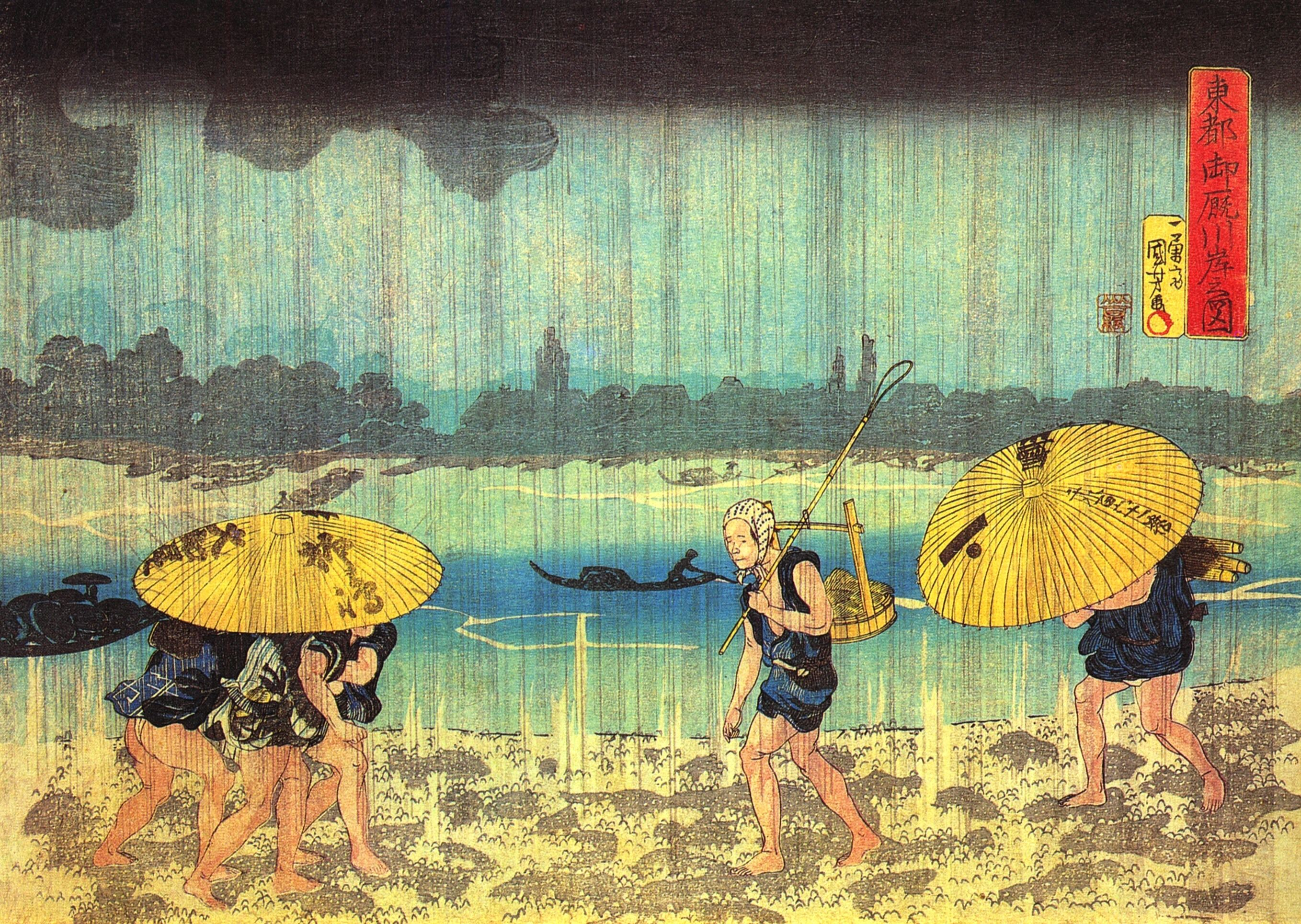
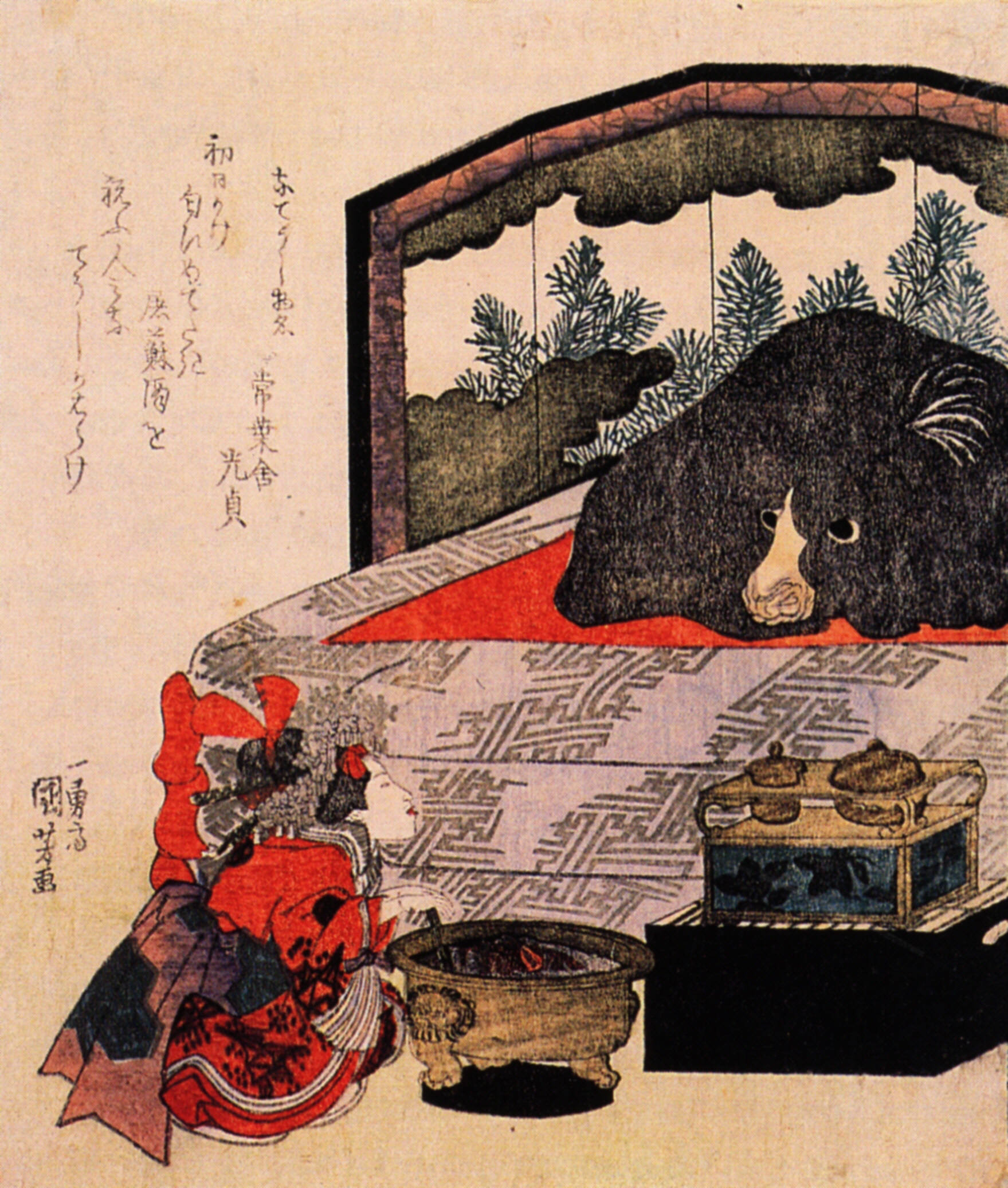
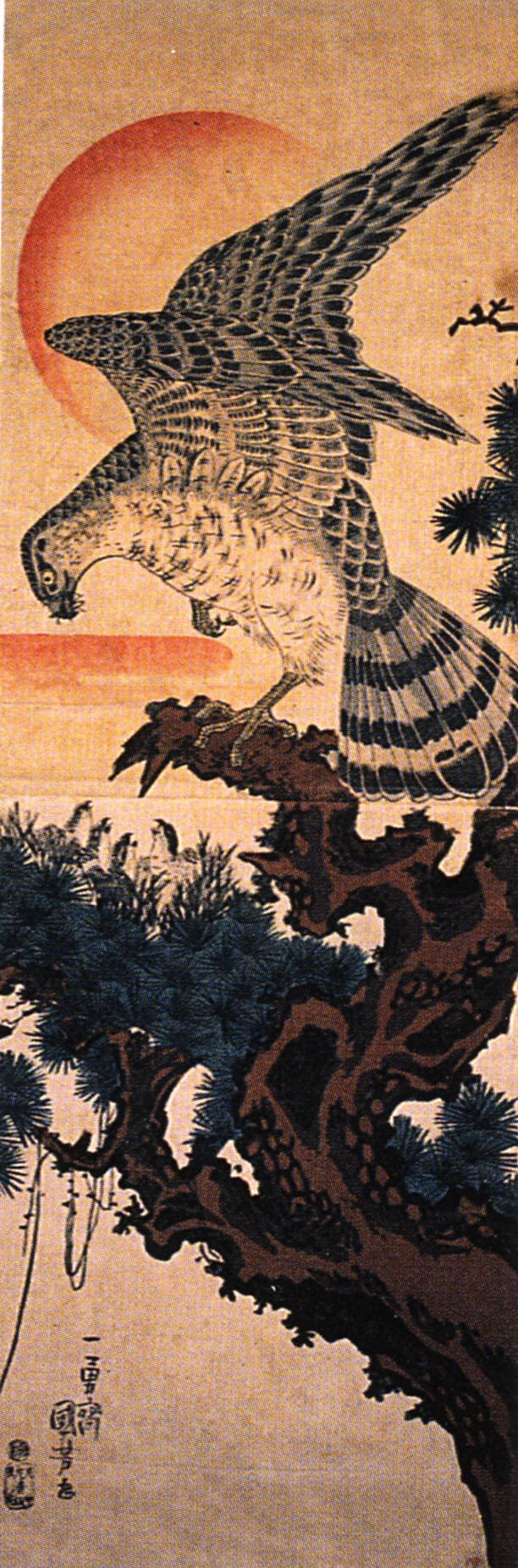
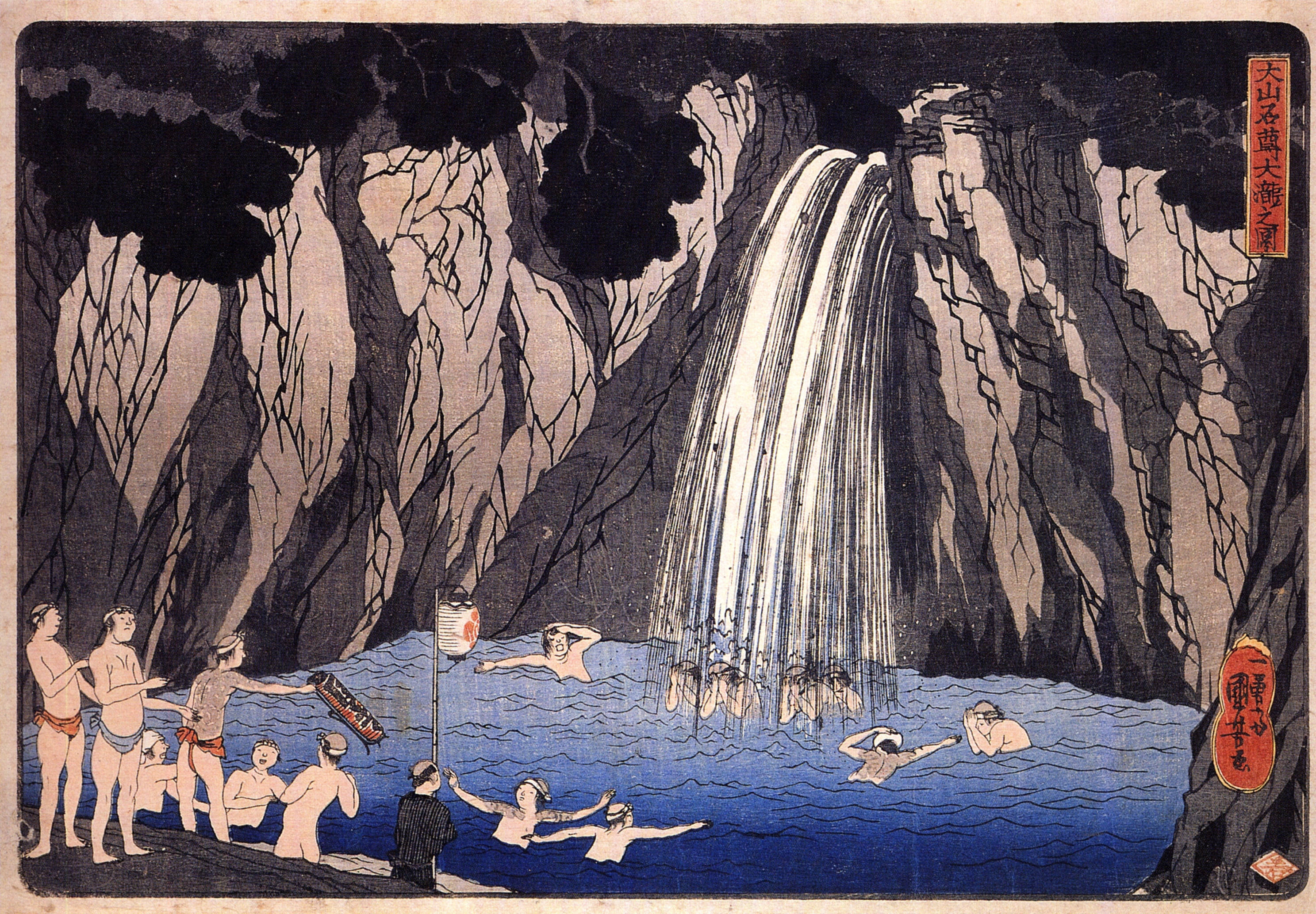
حجاج في الشلال
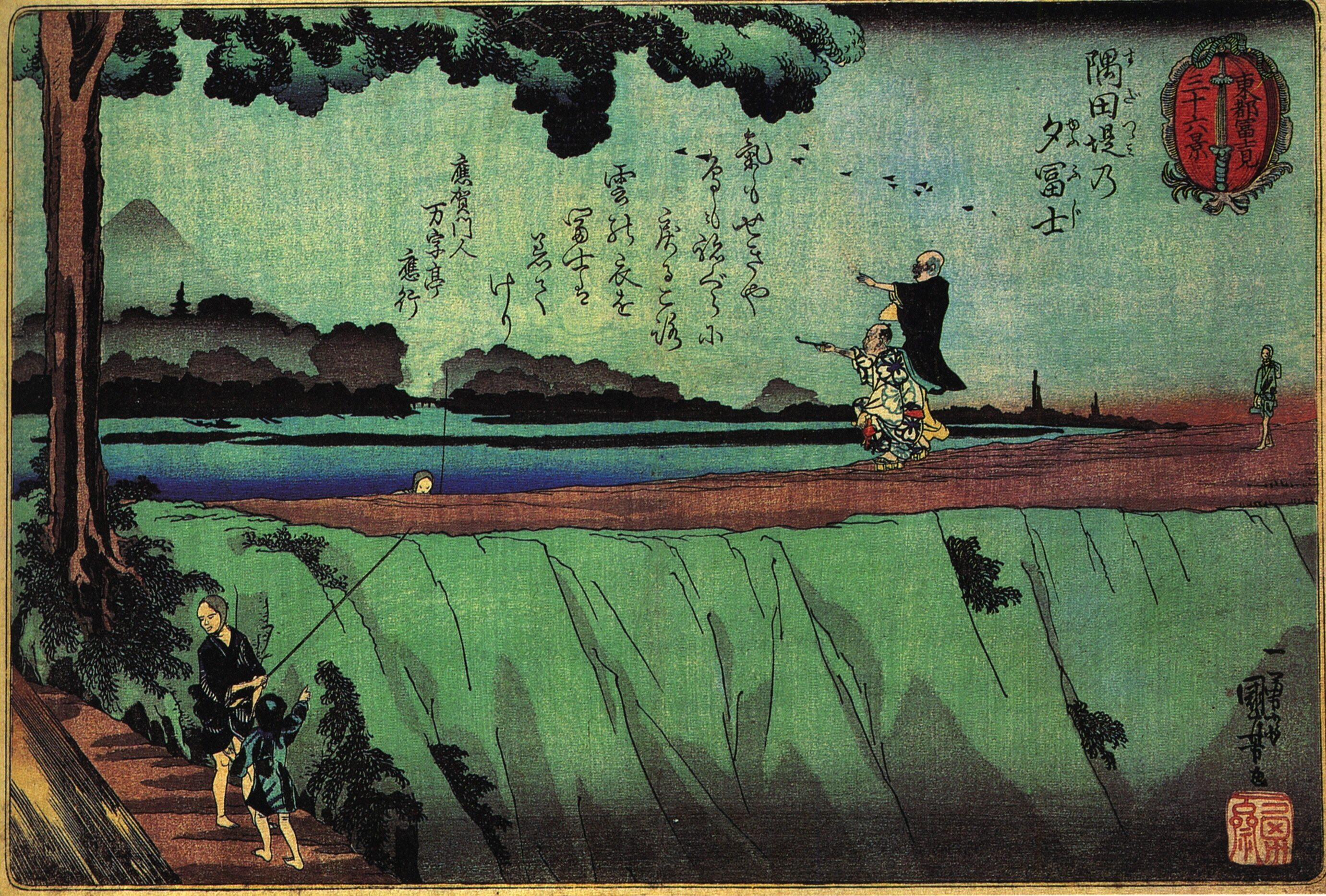
جبل فوجي
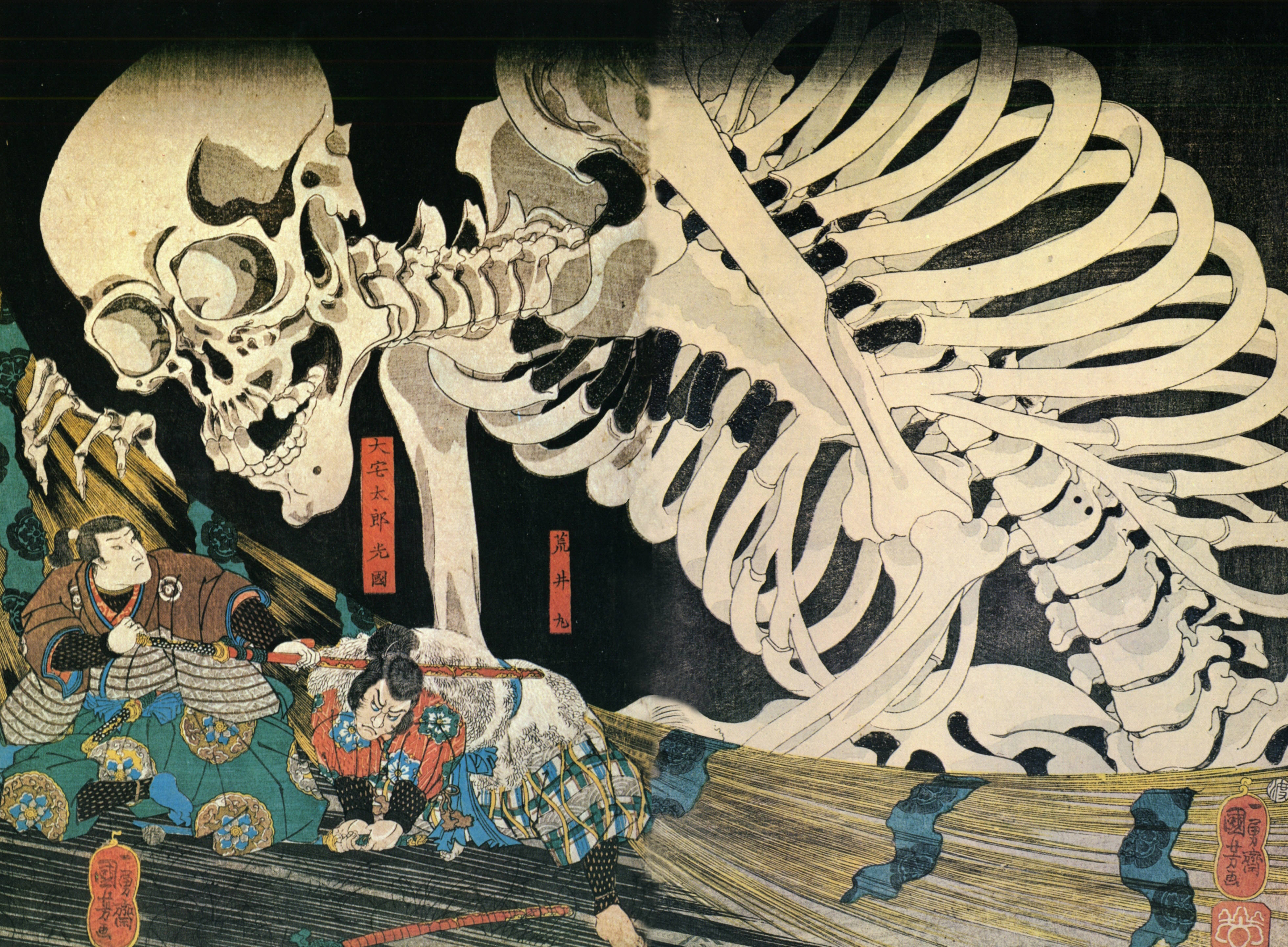
تاكياشا الساحرة وشبح الهيكل العظمي . متحف فكتوريا وألبرت في لندن المملكة المتحدة.
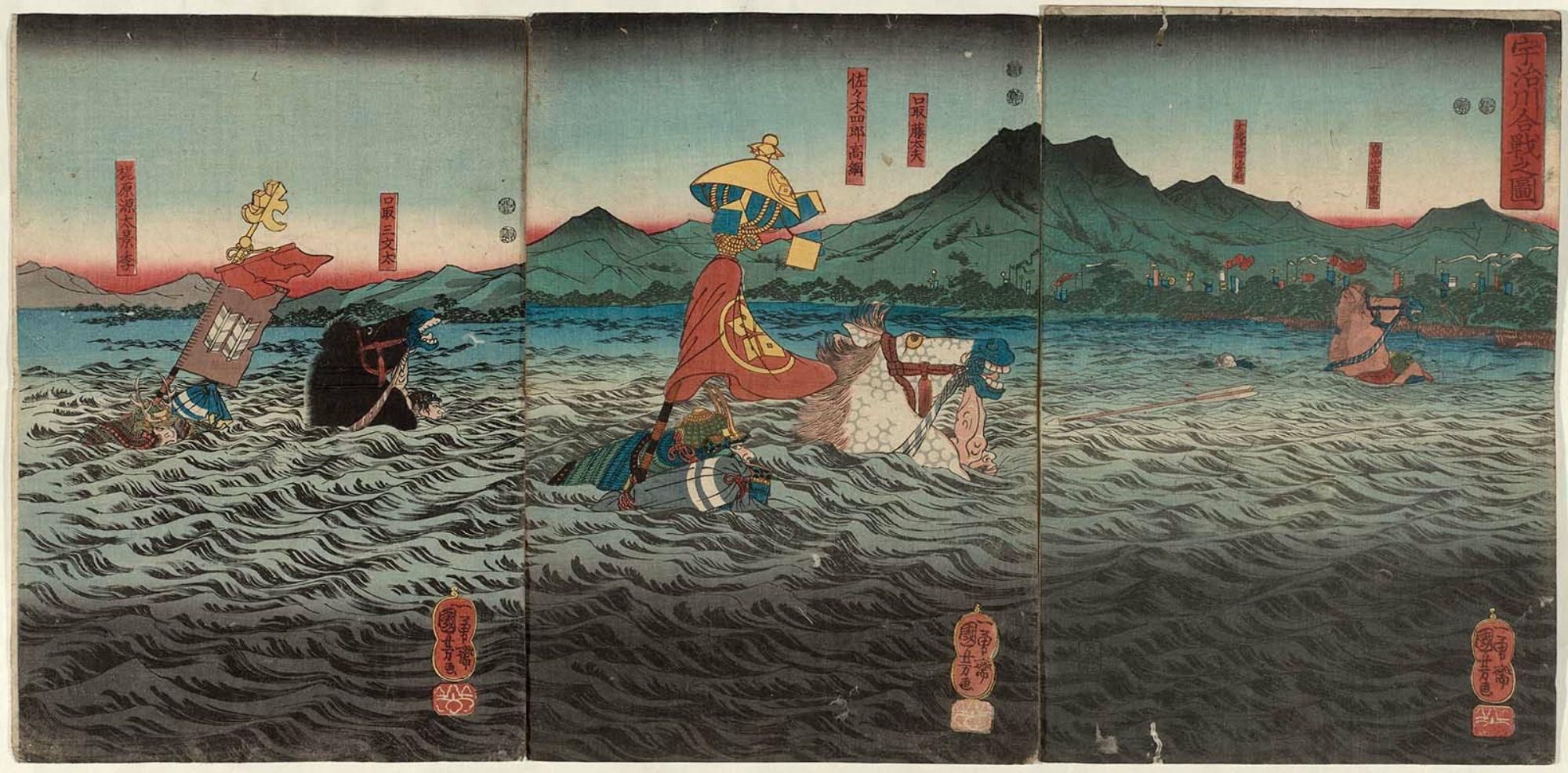
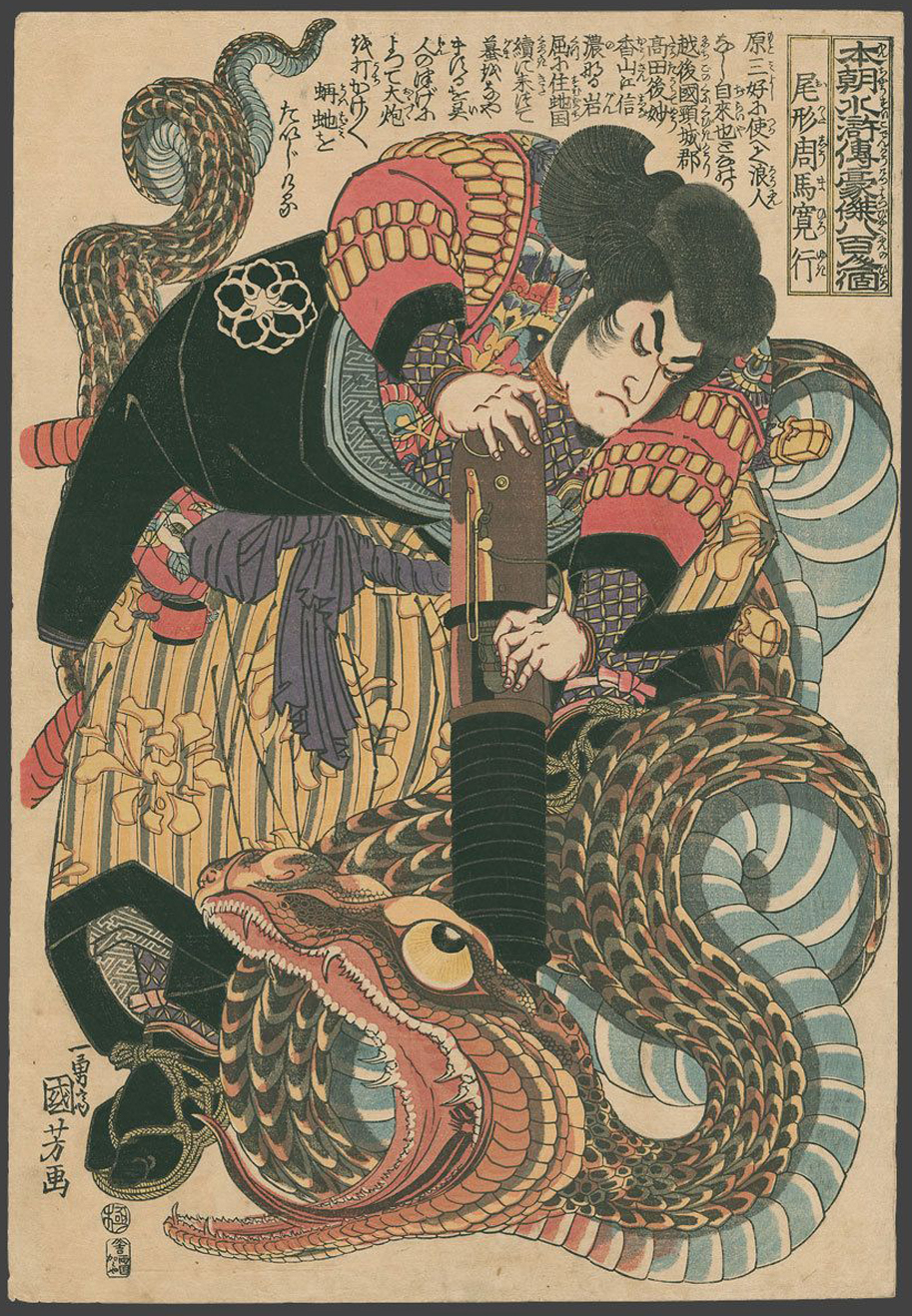
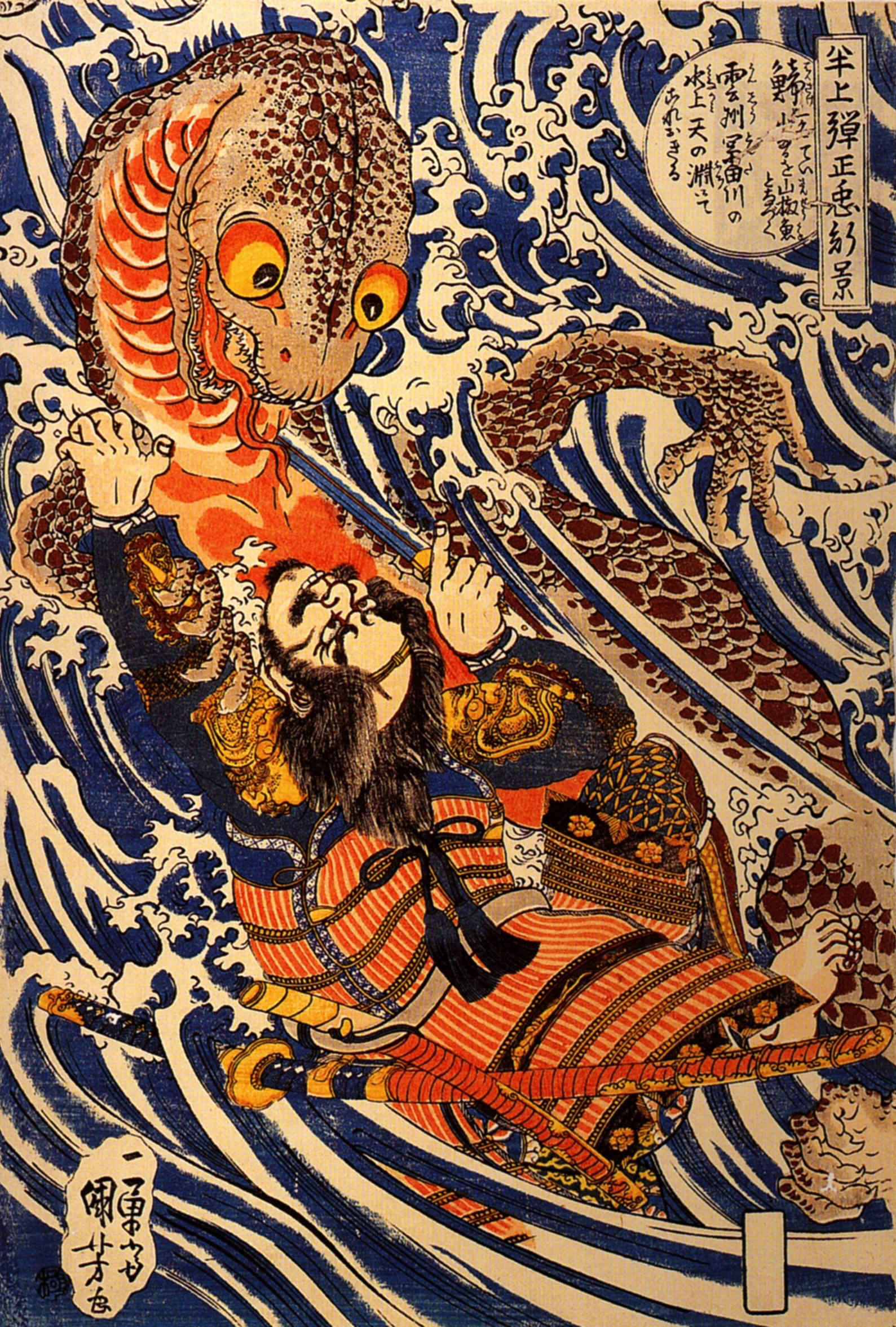
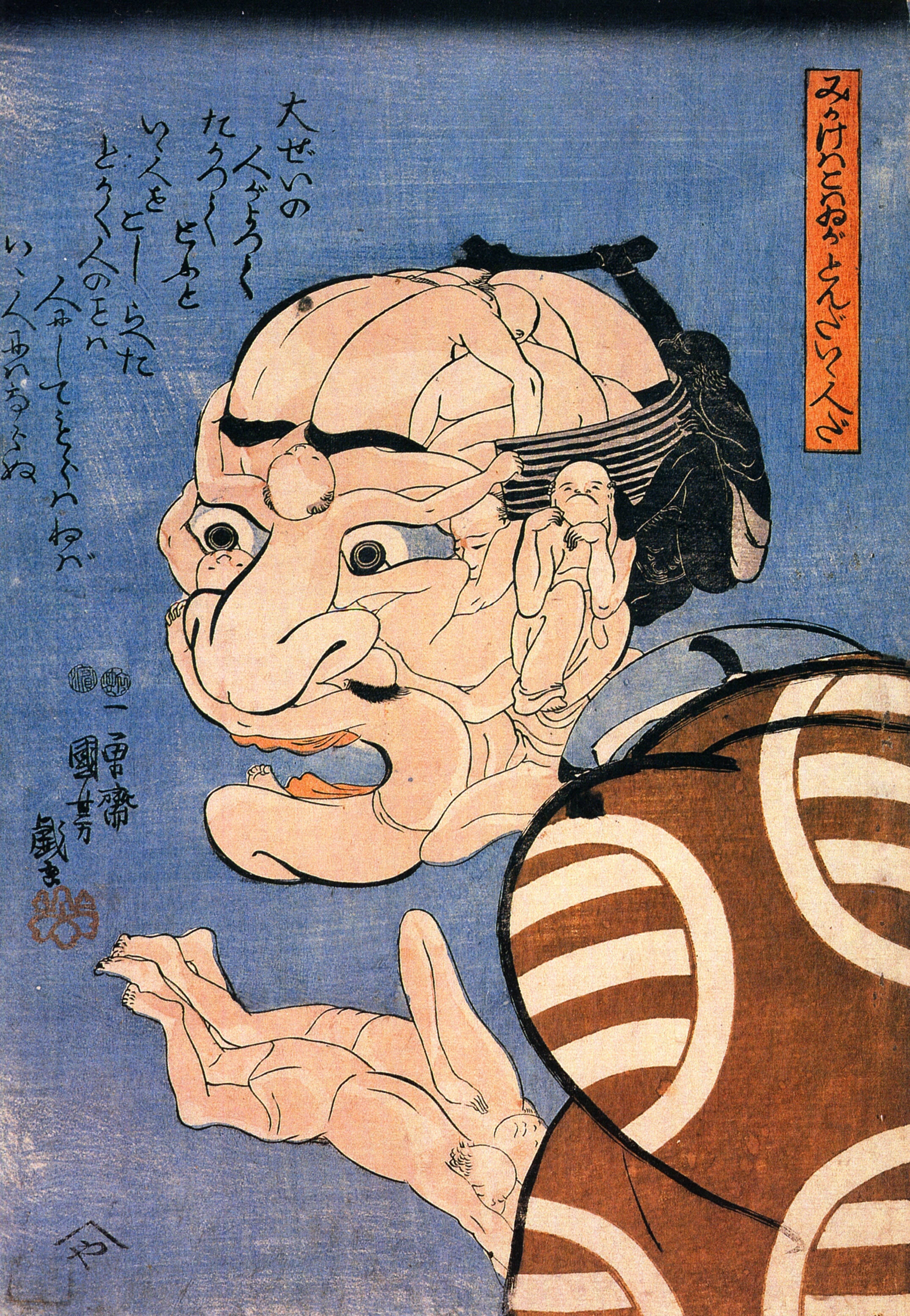
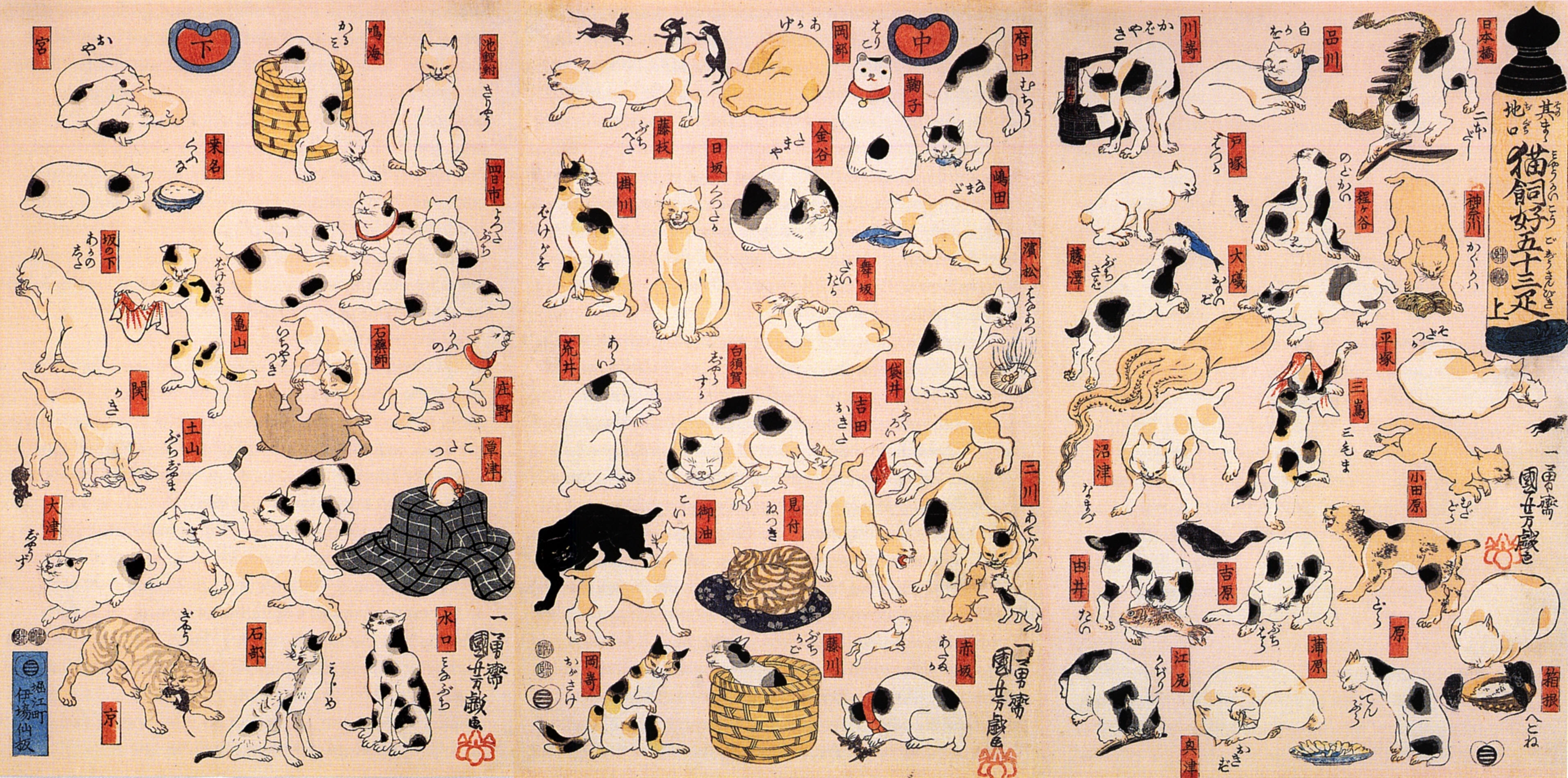
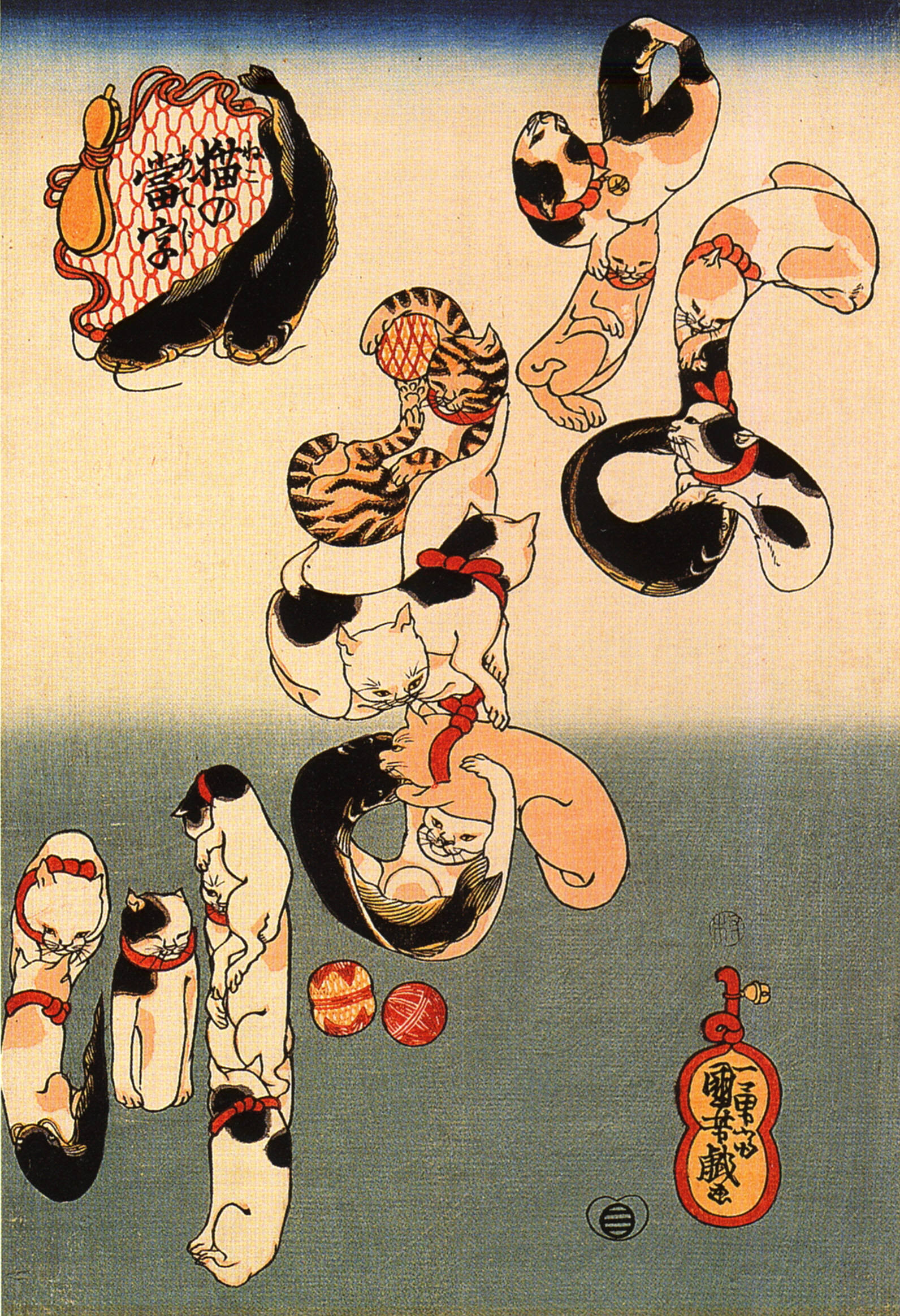
قطط
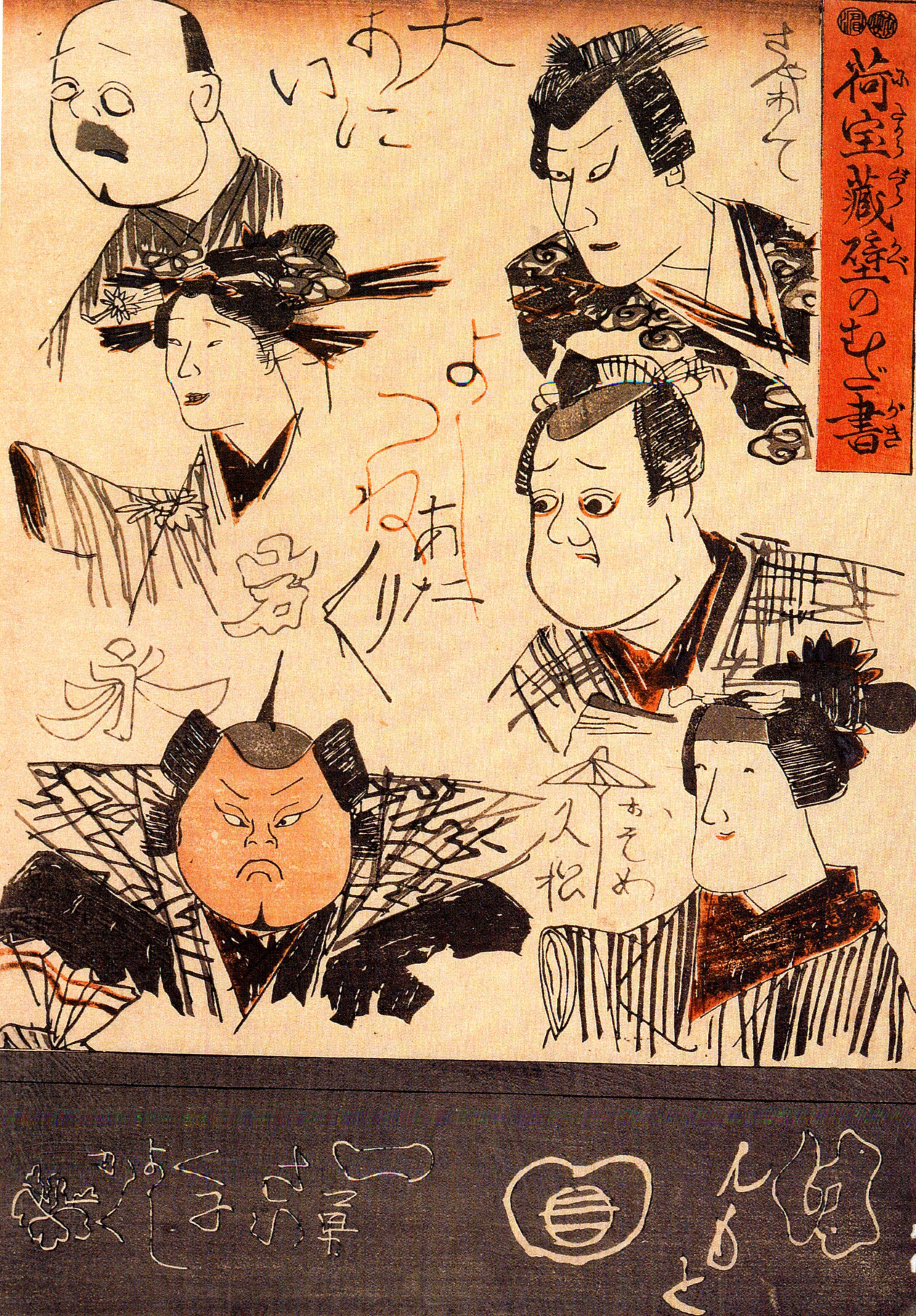
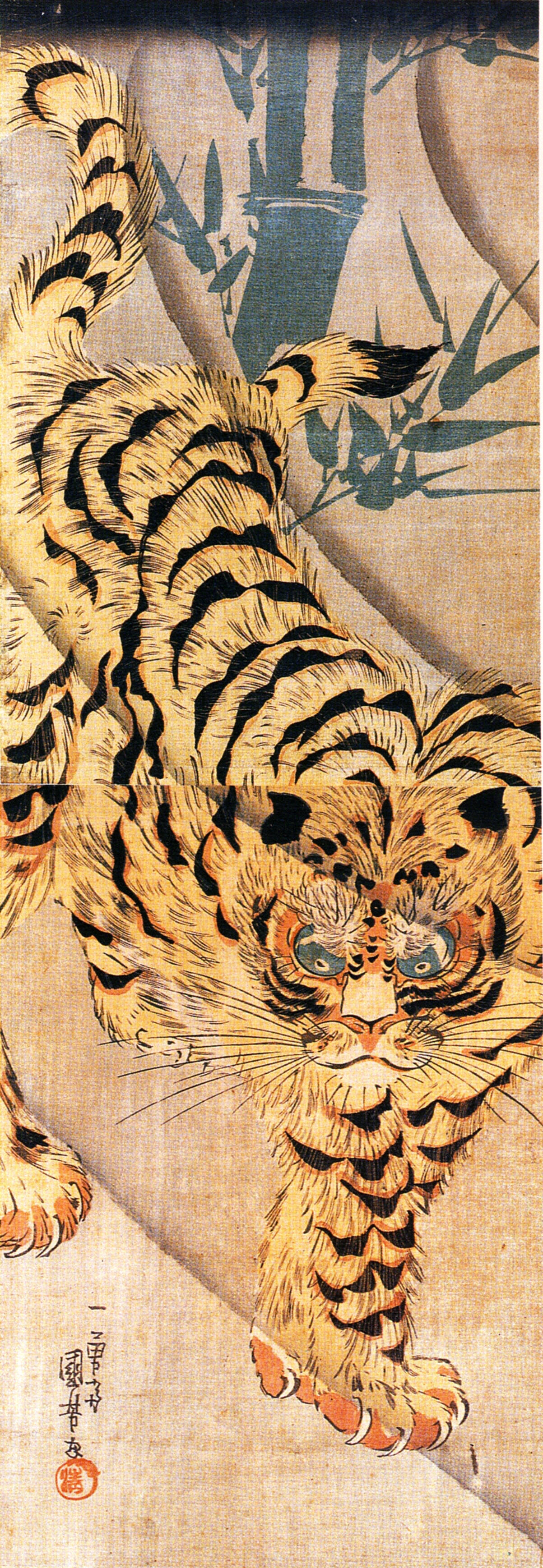
نمر
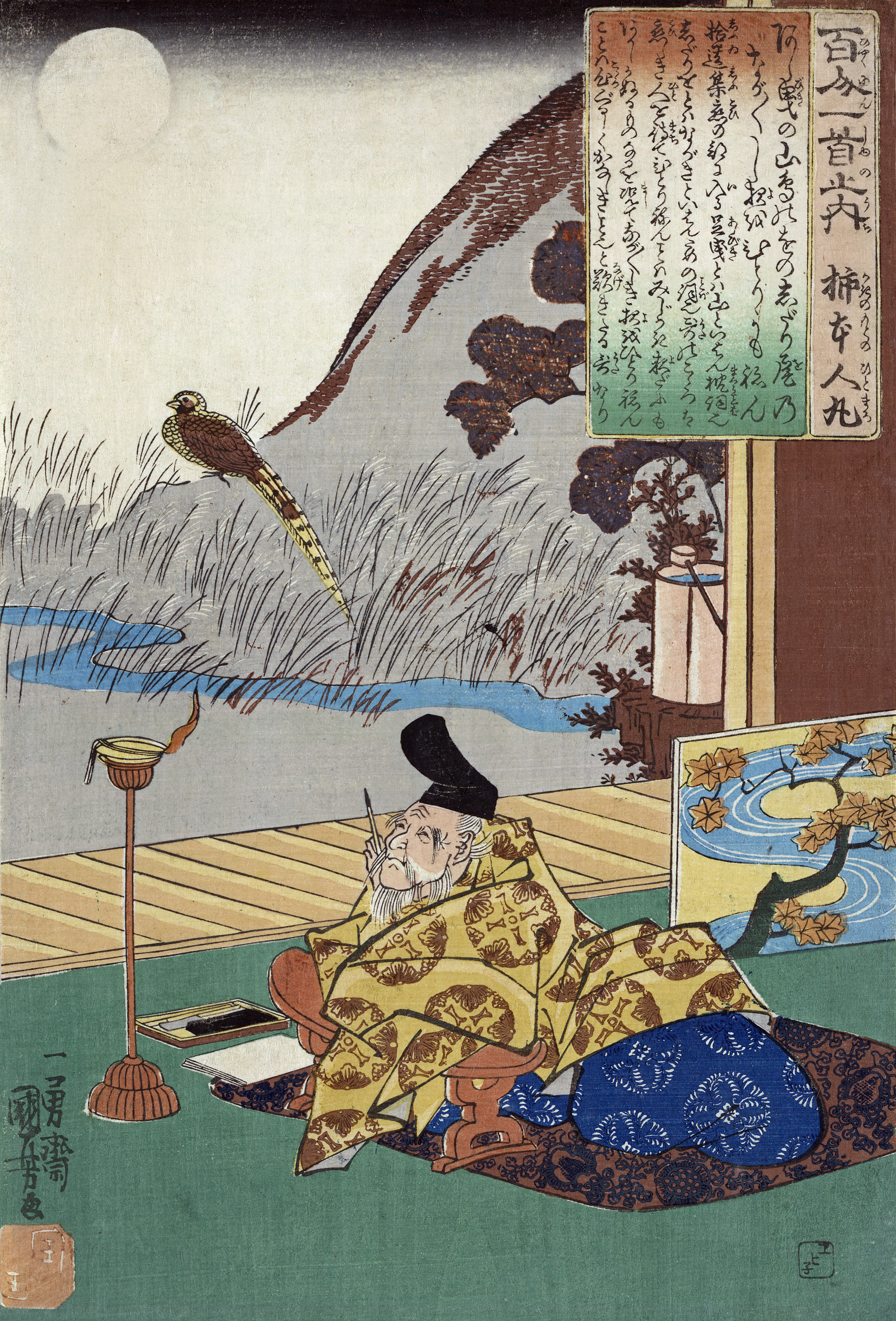

## وصلات خارجية
- أوتاغاوا كونيوشي على موقع الموسوعة البريطانية (الإنجليزية)
- أوتاغاوا كونيوشي على موقع ديسكوغز (الإنجليزية)

- مشروع كونيوشي